# Big Brother 2023
Big Brother 9 (2023) is een Nederlandstalig seizoen van het televisieprogramma Big Brother, een televisieconcept dat werd ontwikkeld door John de Mol. Big Brother 9 is een coproductie van het Nederlandse RTL en het Belgische SBS.
De bewoners werden bekendgemaakt op 3 januari 2023. Het seizoen startte op 6 januari 2023.
Het programma wordt in België uitgezonden door Play4 en in Nederland door RTL 5. Naast de uitzendingen op televisie, is er ook een livestream die 24 uur per dag te bekijken is in Nederland via Videoland en in België via GoPlay.be en Telenet TV op kanaal 247 (Vlaanderen) of kanaal 472 (Brussel en Wallonië).
Het huis staat in Duivendrecht (bij Amsterdam) op een parkeerplaats naast het hoofdkantoor van producent Endemol, pal naast de Johan Cruijff ArenA. Het programma werd opgenomen tijdens de Covid-19-pandemie, maar alle deelnemers waren vooraf in quarantaine geweest. Het programma werd in België uitgezonden door Play4 en in Nederland door RTL 5. De presentatie lag in handen van Geraldine Kemper en Tatyana Beloy.
Wat nieuw was dit seizoen was de 'Secret room' daar kunnen elke week max 2 bewoners een challenge kiezen, als ze deze tot een goed einde kunnen brengen verdienen ze een punt in het klassement. Wanneer je uit het huis bent gestemd vervallen alle punten die die bewoner heeft behaalt. Als alle games gewonnen zijn is er een eindspel waarin je grote voordelen kunt winnen maar ook een groot nadeel hebben. Het klassement is de volgorde dat ze mogen gaan.
Ook nieuw was "de power off nomination'. Elke week strijden de bewoners voor de power off nomination,de bewoner(s) die hem hebben gewonnen nomineren die week.

## The Wall & The Big Brother Coins
Het meest opvallende nieuwe dingen in dit seizoen zijn 'The Wall' en 'The Big Brother Coin'. In the wall ligt elke week eten of heel zeldzaam iets dat met een spel heeft te maken. Iets kopen uit de wall kan met coins. De coins moeten de bewoners ook gebruiken voor warm water en om de was te kunnen doen. Bij speciale gelegenheden zoals een verjaardag ligt er ook een speciaal pakket in de wall dat met heel de groep of een groot deel gekocht kan worden door samen te leggen.

## Bewoners
| Bewoner             | Woonplaats  | Beroep                             | Aankomstdatum   | Vertekdatum                   | €        |
| ------------------- | ----------- | ---------------------------------- | --------------- | ----------------------------- | -------- |
| Bart Vandenbroek    | Itegem      | Militair                           | 6 januari 2023  | 1 april 2023 Winnaar          | € 73.388 |
| Jason Glas          | Beverwijk   | Ex e-sporter                       | 6 januari 2023  | 1 april 2023                  | € 0      |
| Jolien Bosch        | Hoeselt     | Nagelstyliste                      | 15 januari 2023 | 1 april 2023                  | € 0      |
| Charlotte Denamur   | Middelkerke | Internationale nanny en influencer | 6 januari 2023  | 30 maart 2023                 | € 0      |
| Lindsey Rademaker   | Sittard     | Verkoopmedewerker en artiest       | 6 januari 2023  | 27 maart 2023                 | € 0      |
| Danny Volker        | Vinkeveen   | Personal trainer                   | 6 januari 2023  | 4 februari 2023               | € 0      |
| Danny Volker        | Vinkeveen   | Personal trainer                   | 4 maart 2023    | 23 maart 2023                 | € 0      |
| Ali Burhan          | Lommel      | Leraar in opleiding                | 6 januari 2023  | 18 maart 2023                 | € 0      |
| Michelango Amendola | Genk        | Ondernemer en F3-coureur           | 6 januari 2023  | 11 maart 2023                 | € 0      |
| Ias Nauwelaerts     | Schilde     | Zelfstandige glazenwasser          | 21 januari 2023 | 4 maart 2023                  | € 0      |
| Chiara Siddu        | Weert       | Docent basisonderwijs              | 19 januari 2023 | 1 maart 2023 (vrijwillig)     | € 0      |
| Rob Groenendijk     | Leiderdorp  | Gepensioneerde                     | 6 januari 2023  | 25 februari 2023 (vrijwillig) | € 0      |
| Chayron Herman      | Waddinxveen | Vrachtwagenchauffeur               | 6 januari 2023  | 18 februari 2023              | € 0      |
| Jaqueline Leijzer   | Silvolde    | Horecaondernemer                   | 21 januari 2023 | 11 februari 2023              | € 0      |
| Ilse De Weyer       | Schriek     | Medewerker thuiszorg               | 16 januari 2023 | 28 januari 2023               | € 0      |
| Chelsea Ausma       | Dronten     | Medewerker kinderopvang            | 6 januari 2023  | 21 januari 2023               | € 0      |
| Judy Proost         | Burcht      | Beautyspecialist en DJ             | 6 januari 2023  | 14 januari 2023               | € 0      |

## Thema van de week
| Weeknummer | Thema                     |
| ---------- | ------------------------- |
| Week 1     | Start Week                |
| Week 2     | Money Week                |
| Week 3     | Battle Week               |
| Week 4     | Confusion Week            |
| Week 5     | Dilemma Week              |
| Week 6     | All or Nothing Week       |
| Week 7     | You've Got Fans Week      |
| Week 8     | Talent Week               |
| Week 9     | Fight For Your Power Week |
| Week 10    | Back In Time Week         |
| Week 11    | Back To Reality Week      |
| Week 12    | Finale Week               |